# NGC 5860
NGC 5860 este o emission-line galaxy⁠(d) situată în constelația Boarul. A fost descoperită în 17 aprilie 1830 de către John Herschel.